# Hennediella heteroloma
Hennediella heteroloma är en bladmossart som beskrevs av Richard Henry Zander 1993. Hennediella heteroloma ingår i släktet Hennediella och familjen Pottiaceae. Inga underarter finns listade i Catalogue of Life.